# Collégiale Notre-Dame de Melun
Pour les articles homonymes, voir Notre-Dame.
La collégiale Notre-Dame de Melun  est une ancienne collégiale située rue de la Courtille à Melun sur l'île Saint-Étienne. Elle fait l’objet d’un classement au titre des monuments historiques par la liste de 1840.

## Histoire et architecture

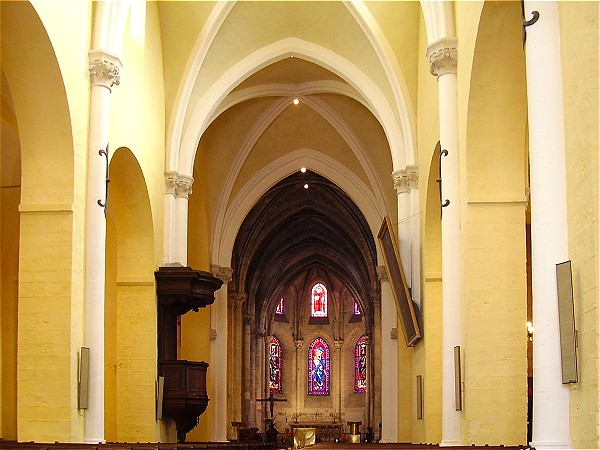
Chœur de l'église

La collégiale Notre-Dame de Melun fut fondée entre 1016 et 1031 par le roi de France Robert II le Pieux à l'emplacement d'une précédente église Notre-Dame. Ce geste s'inscrit dans la prise de possession du comté de Melun par les souverains capétiens qui habitent un château voisin. En 1031, la nef, les bas-côtés, le transept et la base des clochers, encore visibles aujourd'hui, sont déjà bâtis. Ces éléments correspondent au style roman. Les piliers carrés et dépouillés encadrent des fenêtres de dimensions réduites. 
Douze chanoines sont installés dans la collégiale. Le plafond plat était en bois à l’origine. Les clochers sont terminés autour de 1100. Ces importantes tours flanquant le chœur appartiennent à un ensemble d'importants édifices religieux du Xe siècle, dont Saint-Germain-des-Prés, Morienval ou Saint-Leu-d'Esserent et d'églises de l'Oise, marquant les domaines capétiens. 
À la suite d'un incendie, il fut rebâti en pierre au XIIe siècle, et les colonnes accolées aux piliers de style roman furent ajoutées pour supporter des voûtes d’ogive. À partir de 1161, le chœur est reconstruit dans le style gothique. Il est consacré en 1198. Les parties hautes de la nef sont ornées de chapiteaux sculptés. De nombreuses cérémonies royales sont organisées dans la collégiale comme le mariage de la fille de Saint Louis, Isabelle, avec Thibaut II de Navarre. Les clochers datent du XIe siècle et sont restaurés entre 1515 et 1524 (la salamandre de François Ier en est le signe). Le portail central est refait au XVIe siècle à l’initiative de François Ier ; ses vantaux, datant du XVIe siècle, comportent quatre médaillons représentant des figures humaines avec des bonnets médiévaux sur la tête. Un moine barbu, priant, est représenté au sommet du montant central. Les vantaux des portes latérales datent du XVIIIe siècle et comportent les mêmes figurations. La nef mesure 32 mètres. 
Les chapelles construites sur les bas-côtés sont détruites en 1773. C'est probablement pour subventionner ces travaux que le célèbre Diptyque de Melun, conservé dans la collégiale depuis le milieu du XVe siècle est dispersé et vendu. Les chanoines sont dispersés à la Révolution. L’église est fermée en 1844, et restaurée grâce aux fonds collectés de 1851 à 1862 par une loterie. Les tours du chevet furent à cette occasion démontées pierre à pierre, afin de consolider les fondations, avant d'être remontées, en intégrant une partie des matériaux anciens. 
La toiture et la plus grande partie des vitraux sont détruits durant les bombardements de la Seconde Guerre mondiale. Les vitraux manquants sont refaits en 1955 par Calixte Poupart, avec pour thème central la Vierge Marie et saint Étienne, saint Aspais et saint Liesne, deux saints locaux. 
L'intérieur (nef, transept) et l'extérieur (nef, bas-côtés) de la collégiale ont été partiellement restaurés entre 2003-2005 par l'architecte en chef des Monuments Historiques Jacques Moulin.
La ville de Melun a célébré le "Millénaire de la Collégiale Notre-Dame de Melun" en 2013 en partenariat avec l'association des Amis de Notre-Dame (ANODA). Pour cette occasion, de nombreuses animations et manifestations sont organisées dans la collégiale du mois de mars au mois de septembre 2013. Pour ce millénaire, La Poste a consacré un timbre postal national à 0,63 € sur l'édifice avec une mise en vente "Premier Jour" le 20 avril 2013.

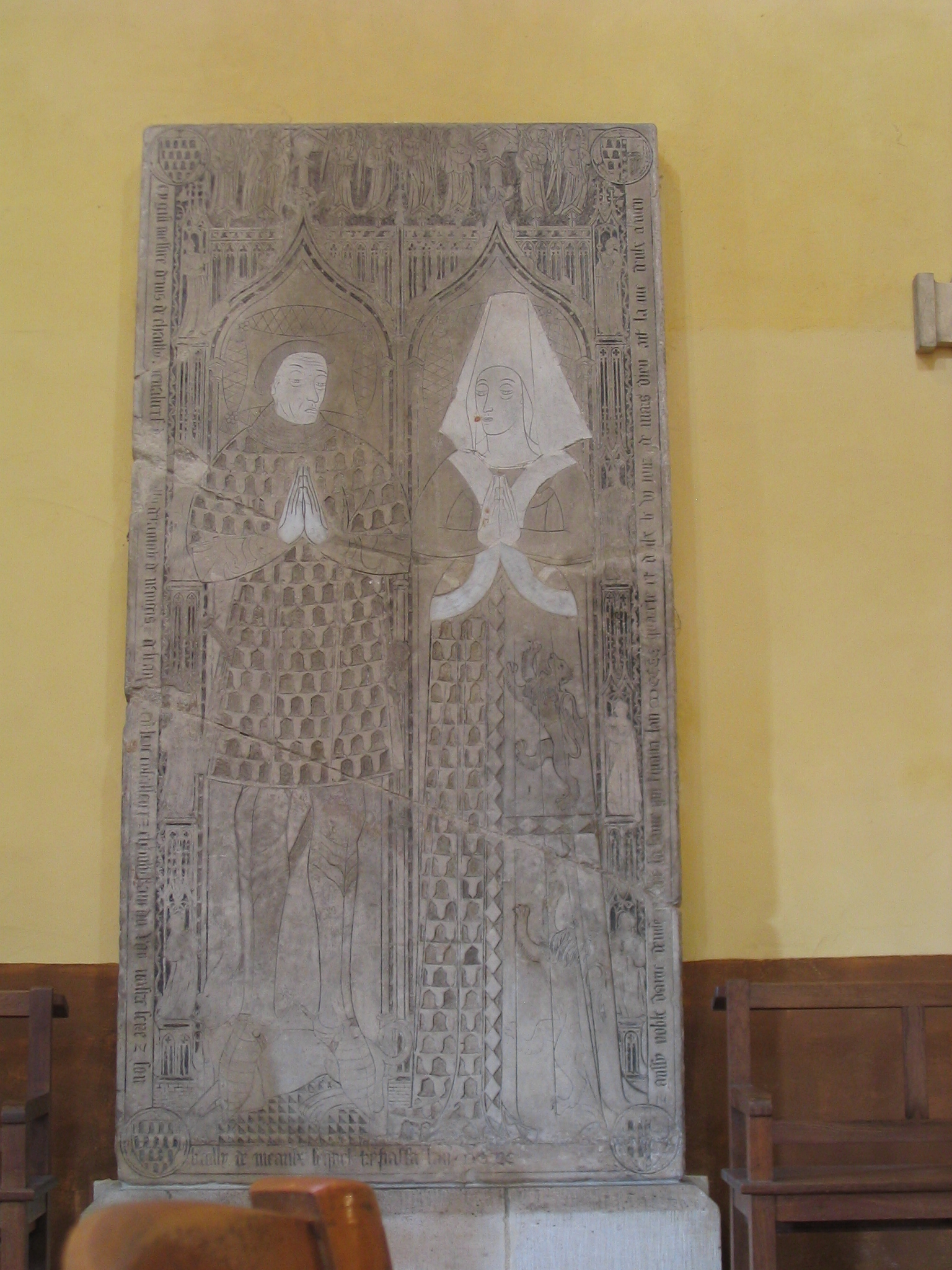
Dalle funéraire de Denis de Chailly.
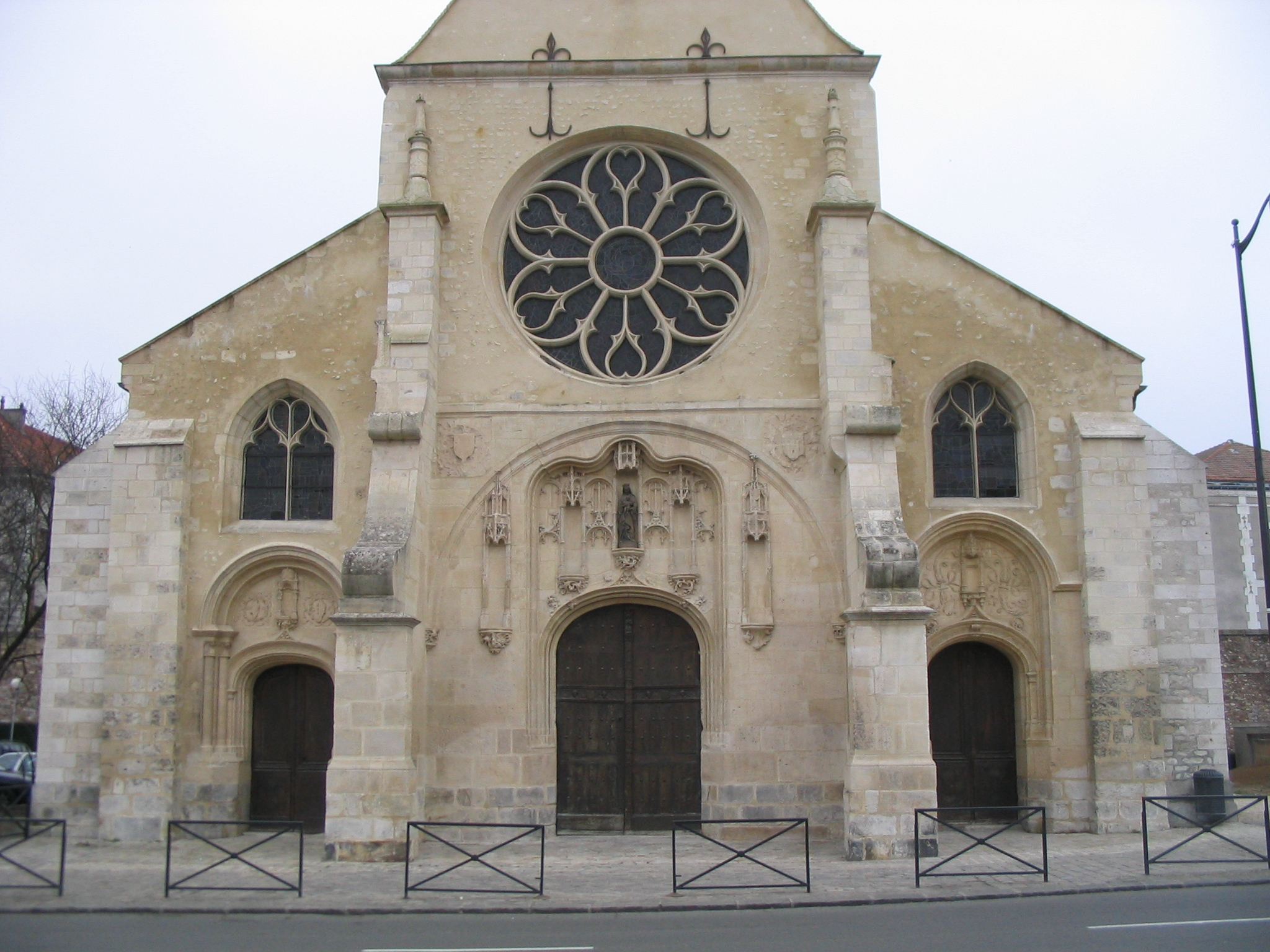
Façade ouest de la collégiale.

## L'orgue de Pauline Viardot

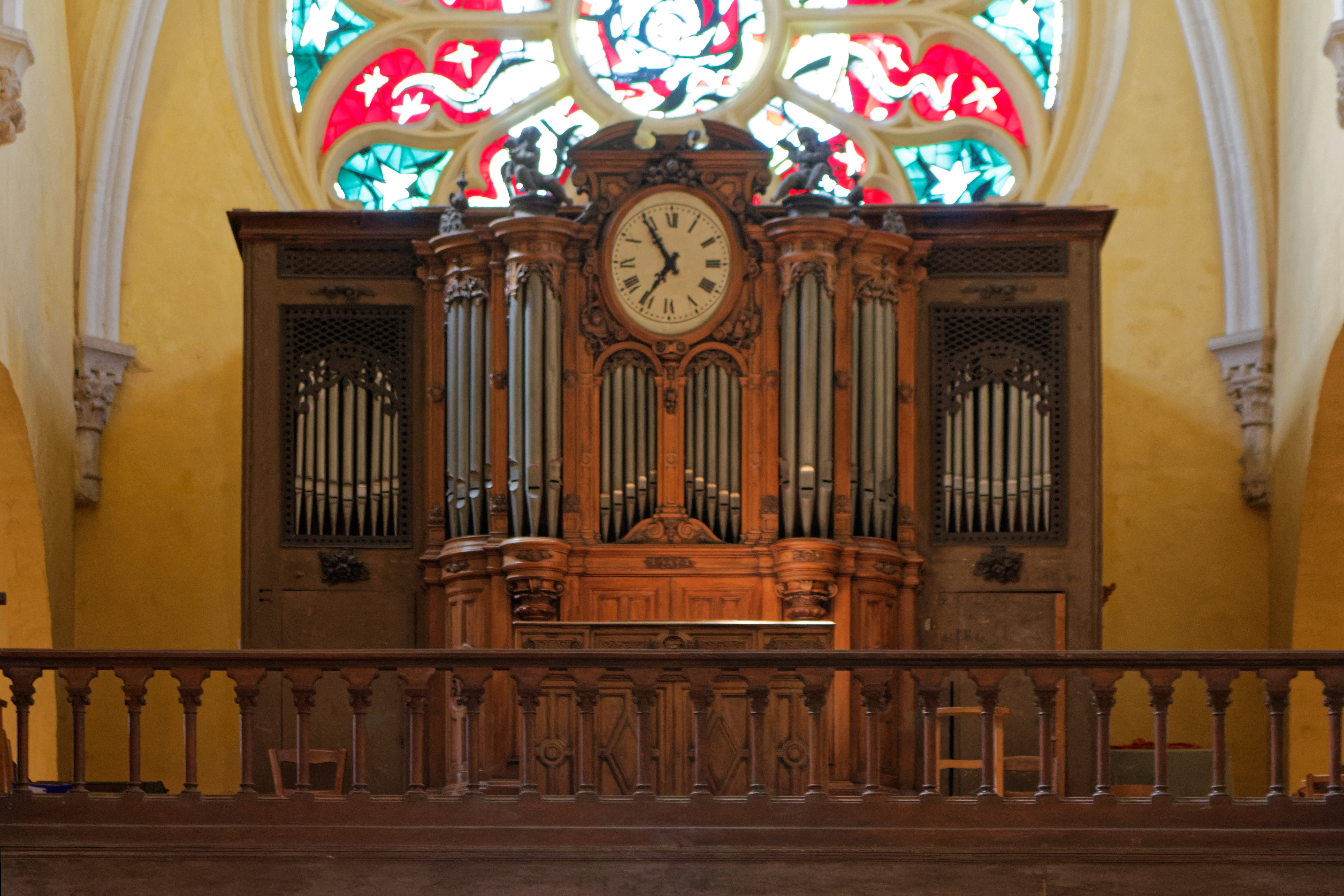
L'orgue en tribune.

Avant d’être un orgue de tribune, celui de la collégiale de Melun fut un orgue de salon, ce qui lui confère aujourd’hui une singularité particulière. Il fut fabriqué en 1851 par Aristide Cavaillé-Coll pour l’usage privé de la cantatrice Pauline Viardot , sœur de la Malibran. Le buffet est de style néo-Renaissance au décor particulièrement soigné : corniches, claires-voies à feuillages stylisés, cabochons, montants à pilastres avec le motif « V » et « G » (de Pauline Viardot, née Garcia). L’entablement supérieur est couronné d’anges musiciens tenant une harpe et des pots à feu et les panneaux de façade sont rehaussés de plusieurs instruments de musique : castagnettes, tambourin, flûtes de pan, lyre, cor, et sistre. Toute cette ornementation est due au sculpteur-architecte Michel Liénard .
C’est un instrument qui possède aussi la particularité d’avoir énormément voyagé. Primitivement installé dans la demeure de sa propriétaire au 50bis de la rue de Douai, Aristide Cavaillé-Coll le démontera pour le présenter temporairement à l’Exposition universelle de 1855. Puis, il suivra le couple Viardot à Baden-Baden dans son déménagement en 1863, puis, en 1871, dans sa nouvelle demeure de Bougival. À l’instigation de l’abbé Séroin, curé doyen de Notre-Dame, Pauline Viardot le vendra en 1883 à la fabrique de la collégiale où l’on peut le voir encore de nos jours. Il est toutefois maintenant encadré par des parties latérales, qui sont des rajouts, mais dont il est possible d’envisager la datation de leur installation contemporaine à celle l’orgue à Baden-Baden. Vers 1896, Charles Mutin intervient sur l’instrument.
En 1905, à l’instar de la majorité des orgues en France et en conséquence de la loi de séparation des Églises et de l'État, il devient propriété de la ville de Melun. En 1912, Narcisse Duputel y effectue quelques réparations, suivies, en 1955, de travaux un peu plus approfondis par Paul-Marie Koenig tendant à colmater les conséquences des bombardements de 1940. En effet, pendant la Seconde Guerre mondiale, un éclat d’obus a traversé la rosace du bâtiment situé juste en arrière de la console pour aller se ficher sur son côté droit dans un des médaillons sculpté au monogramme de Pauline Viardot. Cette « balafre » n’a jamais été restaurée. Le dernier gros travail de relevage a été assuré par Jean Jonet en 1966 et l’instrument est entretenu depuis 2009 par Jean-Michel Alcouffe. 
La partie instrumentale de cet orgue a été classée au titre objet des Monuments historiques le 30 octobre 1989 et son buffet le 20 août 2013 . Mais cet orgue est toujours en attente d’une restauration.
Par l’extrême popularité en son temps de sa première propriétaire, nous possédons trois gravures de cet orgue avant son transfert dans la collégiale Notre-Dame de Melun :
- « Salon de madame Viardot. », in L'Illustration, volume xxi, no 525, 19 mars 1853, pages 183-184 sur Gallica.
- « Orgue de M. Cavaillé-Coll. », in  Histoire illustrée de l'Exposition universelle, par catégories d'industries, avec notices sur les exposants, Charles Robin, Furne, Paris, 1855, page 114, lire en ligne sur Gallica.
- « Eine Matinée in der Villa Viardot. », in Der Bazar, Illustrirte Damen-Zeitung, no 46, 11e année, 8 décembre 1865, pages 400-402, lire en ligne (de) sur le site de la bibliothèque numérique de l'Université Heinrich-Heine de Düsseldorf (HHU).

Enfin, le tableau de Pauline Viardot peinte en Sainte Cécile par Ary Scheffer, et qui se trouvait à l'emplacement de l'horloge actuelle, existe toujours, et se trouve exposé au Musée de la Vie Romantique.

### Composition
| I - Grand-Orgue (1851) 8 jeux - C1–F5 - 54 notes. |                     |    |
| 1.                                                | Flûte harmonique    | 8’ |
| 2.                                                | Flûte octaviante    | 4’ |
| 3.                                                | Octavin             | 2’ |
| 4.                                                | Dessus de Bourdon   | 8’ |
| 5.                                                | Basse de Trompette  | 8’ |
| 6.                                                | Dessus de Trompette | 8’ |
| 7.                                                | Basse de Basson     | 8’ |
| 8.                                                | Hautbois            | 8’ |
|                                                   |                     |    |

| I - Grand-Orgue (2023) 7 jeux - C1–F5 - 54 notes. |                   |       |
| 1.                                                | Flûte harmonique  | 8’    |
| 2.                                                | Flûte octaviante  | 4’    |
| 3.                                                | Nasard            | 2’2/3 |
| 4.                                                | Trompette         | 8’    |
| 5.                                                | Basson - Hautbois | 8’    |
| 6.                                                | Cromorne          | 8’    |
|                                                   |                   |       |

| II - Récit 6 jeux - C1–F5 - 54 notes. |                |    |  |
| 9.                                    | Principal      | 8’ |  |
| 10.                                   | Viole de Gambe | 8’ |  |
| 11.                                   | Bourdon        | 8’ |  |
| 12.                                   | Voix Céleste   | 8’ |  |
| 13.                                   | Gambe          | 4’ |  |
| 14.                                   | Doublette      | 8’ |  |
|                                       |                |    |  |

| III - Pédale 2 jeux - C1–F3 - 30 notes. |         |    |  |
| 15.                                     | Bourdon | 8’ |  |
| 16.                                     | Flûte   | 8’ |  |
| ● Tirasse : (I / P) ― (II / P)          |         |    |  |
|                                         |         |    |  |

- Accouplement : (II / I).
- Expression générale à l'exception du Principal 8’ du Récit placé en façade.
- Trémolo.
- Disposition originale de la console retournée face à l’auditoire, aujourd’hui face à la nef.
- Pédalier à l’allemande, parmi les premiers de ce type installés par Aristide Cavaillé-Coll.

## Diptyque de Melun
Le chœur de l'édifice a accueilli jusque vers 1775 le célèbre diptyque de Melun, réalisé par Jean Fouquet vers 1450 sur commande d'Étienne Chevalier, trésorier de France sous Charles VII et originaire de Melun. Ce diptyque était composé de deux panneaux : l'un représentant une Vierge allaitante entourée d'anges et l'autre son commanditaire Étienne Chevalier au côté de saint Étienne, son saint patron. On pense que la Vierge emprunte les traits d'Agnès Sorel, maîtresse du roi Charles VII, proche d'Étienne Chevalier et décédée peu de temps avant la commande du tableau. Étienne Chevalier fut d'ailleurs l’exécuteur testamentaire d'Agnès Sorel. 
Le diptyque était à l'origine placé au-dessus du tombeau d’Étienne Chevalier et de sa femme Catherine Budé dans la collégiale Notre-Dame de Melun. 
À la veille de la Révolution française, les chanoines ont été obligés de vendre le diptyque pour pouvoir restaurer la collégiale Notre-Dame de Melun. 
Après leur départ de Melun, les panneaux sont séparés. Le premier est actuellement conservé au Musée royal des beaux-arts d'Anvers et le second au Gemäldegalerie de Berlin. Une reproduction photographique est exposée dans l'église (bas-côté sud).

Diptyque de Melun
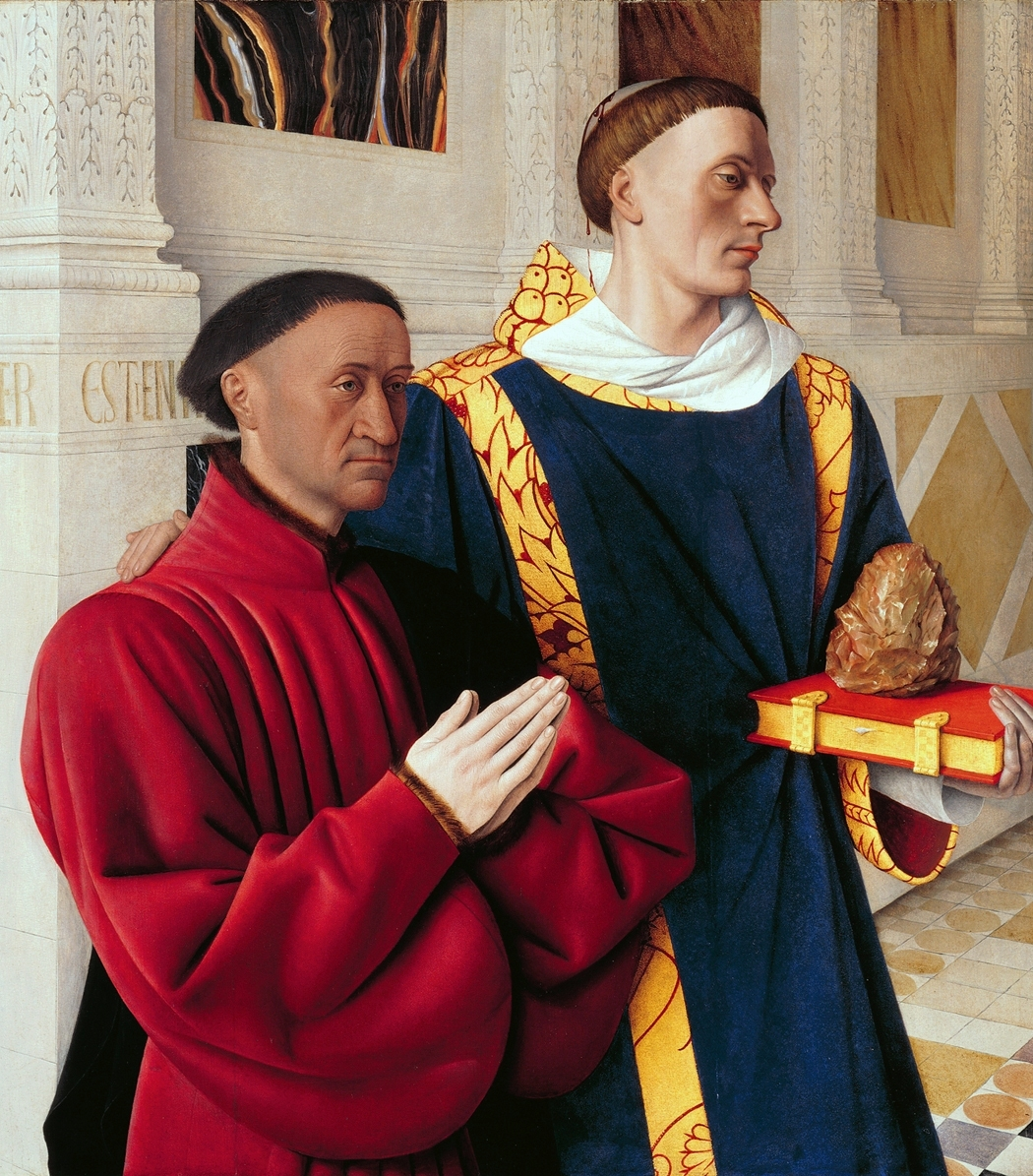
Étienne Chevalier et saint Étienne à la Gemäldegalerie, Berlin.
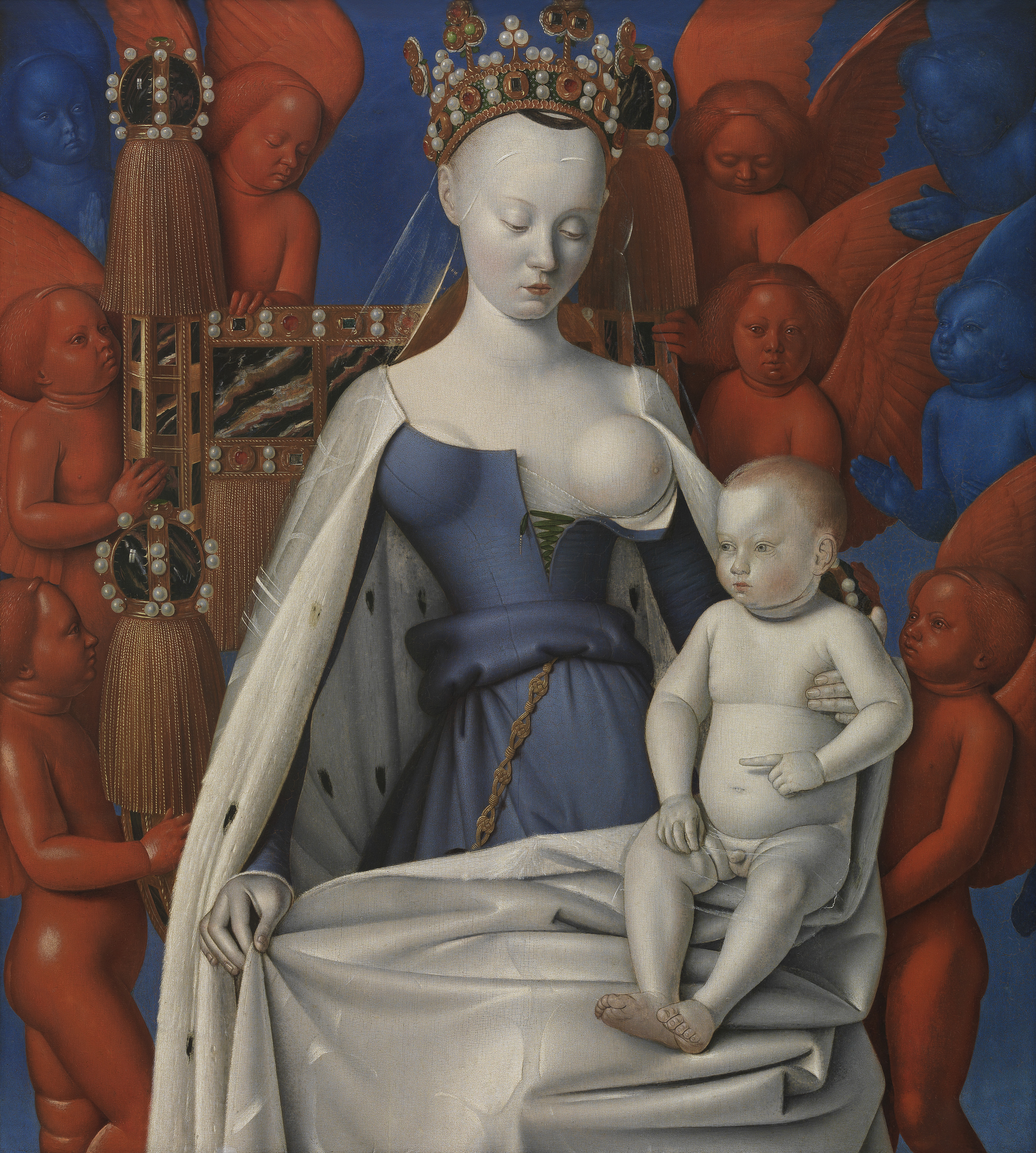
la Vierge allaitante au musée royal des Beaux-Arts, Anvers.